# Vigelsjö
Vigelsjö är ett bostadsområde i nordvästra Norrtälje, Stockholms län.
Vigelsjö ligger intill Lommaren och bebyggelsen domineras av lägenheter.
Norr om Vigelsjö ligger Vigelsjö naturreservat.
I Vigelsjö ligger också Vigelsjö Ridskola.